# ボゴール植物園
ボゴール植物園（インドネシア語：Kebun Raya）は、インドネシアのボゴール市内にある植物園。面積は80ha以上あり、15,000種以上の植物を見ることができる。ボゴール宮殿と隣接している。
インドネシア・ジャワ島中西部・ボゴール市に在る、東洋最大規模、最大栽植種を誇る植物園。農業・園芸分野における19世紀の世界的プロモーション・センターとして機能した。オランダという狭小・低資源国の植民地経営がもたらした、アジアにおける輸出産品・育種研究の歴史的遺産である。キャッサバ芋、キニーネ薬、タバコ、コーヒー等の普及は、この植物園なくしては語れない。

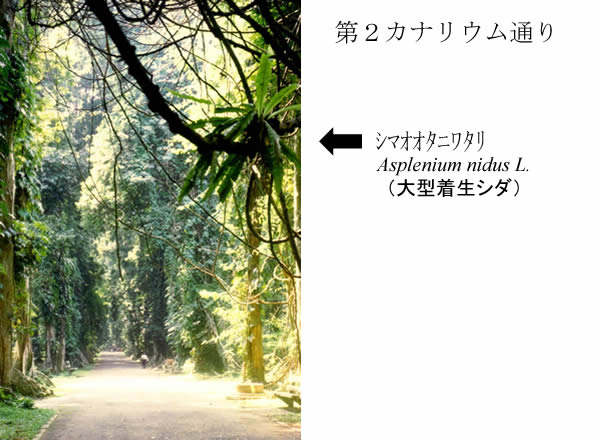

## 歴史
オランダ語で「無憂」を意味するボイテンゾルグは、「風土病の憂い無し」という含意で、オランダ人居留地として発展、オランダ領東インド総督官邸のボゴール宮殿が置かれた。もともと植物園はボゴール宮殿の庭園だった。ナポレオン戦争でジャワ島支配がイギリスに移った1812 - 1816年の間、ラッフルズ総督（ラフレシアで知られる）が当地に居住、庭園も改造して、イギリス風庭園とした。オリヴィア・マリアンヌ（ラッフルズの夫人）は英国から草本を取り寄せて整備を図り、今もこの地に眠る。
オランダの所管に戻った1817年、ジャワ島及び周辺諸島・農工業技術総監として、44歳のラインヴァルトが着任する。アムステルダム在住の、植物学と化学を専攻するドイツ人である。彼は、ジャワ人が家庭あるいは医術で使用する、あらゆる植生の収集に乗り出した。農業と園芸におけるプロモーションを目的に、整備が進めた。
同年5月18日に「植物園」を開園、ラインヴァルトが初代園長となる。彼は在任中の1822年までに、約900種を47haの敷地に栽植・整備した。
第2代園長のカール・ルートヴィヒ・ブルーメ（在任：1822 -1826年）は、栽植種の914種をカタログとして記述、これが現在でもベーシックな目録として機能している。
1830年にはヨハネス・エリアス・テイスマンという庭園技師が植物園のキューレターに就任した。50年以上を植物園の整備に捧げた。彼は植物分類学による配置換えを敢行し、困難な巨木の移植さえ厭わなかった。

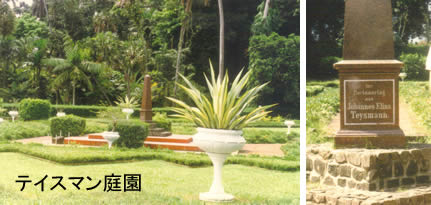

彼をアシストするユストゥス・カール・ハッスカール は、1842年に図書館　（Bibliotheca Bogoriensis）を設立、1844年には標本館　（Herbarium Bogoriense）を別設した。同44年、彼は第2のカタログを作成し、2,800種以上を記載した。
第3代園長のルードルフ・スヘッフェル（在任：1869 - 1880年）は、農業発展を目的として植物園を科学的に活用した。ユーカリ、タバコ、トウモロコシ、リベリア・コーヒーなどの育種と輸出を為した。
1880年にはメルヒオール・トロープ博士が園長となり、つづく30年間は、その後の関連研究機関の基盤が整備された。コーヒー葉を侵す寄生菌病やサトウキビを侵すセレ・ウィルス病などに対して、病理学の実効力を発揮して対処を可能にした。
1892年に、60ヘクタールに拡張。
1914年に、トロイプ研究所が開設された。これは、トロイプ博士が1884年に旧病院棟を研究棟に改築したことに端を発する。多くの訪問者が研究できるよう徐々に拡張した施設も、第1次大戦下の財政難に際しては、主要な資金源として機能した。それでも、両大戦にわたる時期は、財政難が慢性化していた。
1930年には網羅的なカタログがダッカス（Dukkus）によって作成された（その後の1957年と1963年に改訂）。
1942年3月に日本がジャワ島を掌握。植物園と標本館ともに、中井猛之進が園長として就任（1943-1945年）。日本軍部の伐採要請を拒否して、園を守った。
1945年から、再びオランダが管理したが、1949年のインドネシア独立により「クブン・ラヤ」と改称、クスノト・スティオディウォルジョ（Kusnoto Setyodiworjo）が斯国・初キューレターに就任。1959年に園長となるも、資金を含め不安定な時期を迎えた。
1962年、植物園は"LBN"（=National Biological Institute）の傘下に入る。オットー・スマルウォト主導の施策は、のちに農業と製薬事業の発展に貢献することになる。
1965年、北朝鮮の金日成が、植物園を訪問し、インドネシアのスカルノ大統領(当時)からそこで開発された蘭の品種を紹介される。その後、この蘭は、金日成花と名付けられた。
1967年、スハルト大統領が5ヵ年計画として Repelita I を開始。"LBN"も農薬研究を中心に増産農業体制をサポートする。1974年からは Repelita II が開始され、果樹栽培研究が進む。1978年からは分園として Kebun Botani Serpong の350ヘクタールでオレンジ、ランサット、ランブータン、グアバ、マンゴスチン、アボカド、マンゴー、ドリアンなどの栽培研究にあたる。この研究がむしろ主力となったことで、1983年には本体の Kebun Raya が大臣発令で「付属」扱いとなる。
1980年代に"LBN"は、"Puslitbang Biologi"（Research and Development Centre for Biology）と植物園自体を分割。
1994年には"INetPC"（The Indonesian Network for Plant Conservation）が設立され、以降、ボゴール植物園を基点として国内と国際的両面での連携協力を図っている。

## 標本
ブルーメ、テイスマン、ハッスカール等がマレー群島区系において植物採取を行い、2020年3月23日時点でその成果である押し葉標本200万点が Research Centre for Biology の名により Herbarium Bogoriense〈ボゴール植物標本室〉として管理されており、学術文献において標本を引用する際は BO という略号が用いられる。2022年4月29日には Herbarium Bogoriense の管理者が地球規模生物多様性情報機構（GBIF）に参入し、収蔵品のうち新種記載の際等に用いられたタイプ標本の画像を中心にオンラインでの公開を行っている。

## 栽植種の一例

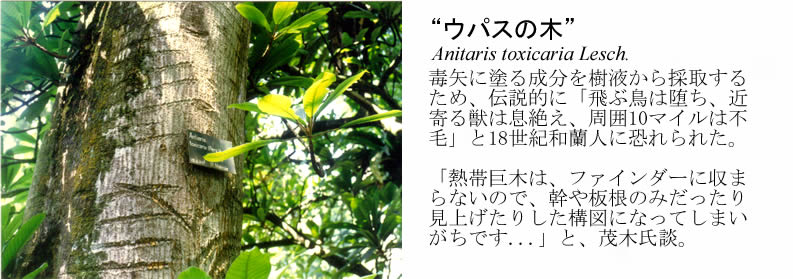

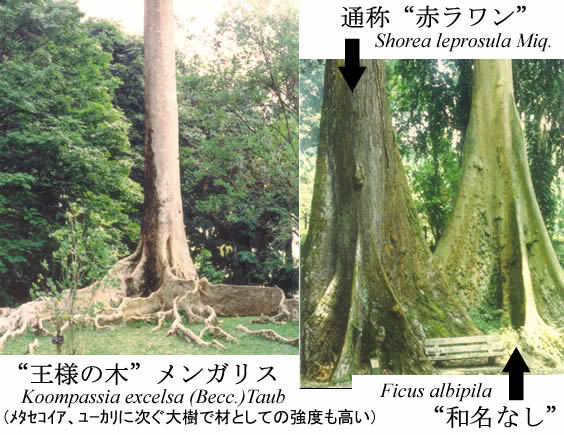

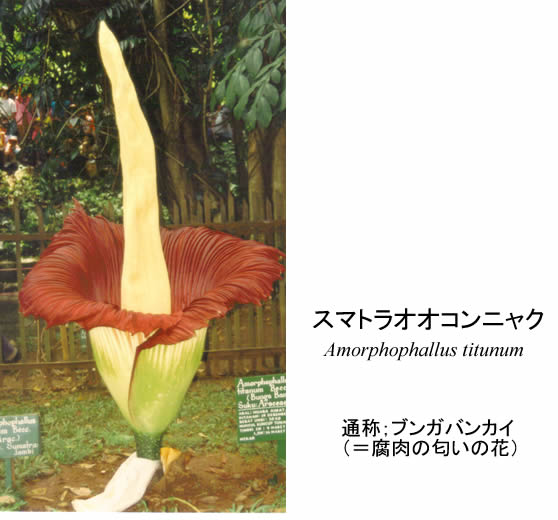

## 園長及び関係者の就任期間など
創立者 Olivia Marianne, Lady Raffles  1812-1814
初代　カスパー・カール・ゲオルク・ラインヴァルト (1817-1822)
第2代  カール・ルートヴィヒ・ブルーメ (1822-1826)
学芸員  ヨハネス・エリアス・テイスマン  1830-
学芸員  ユストゥス・カール・ハッスカール 1837-
3代  ルードルフ・スヘッフェル 1869-1880
4代  メルヒオール・トロープ  1880-1910
6代　ウィレム・マリウス・ドクテルス・ファン・レーウェン 1918-1932
中井猛之進 (1943-1945)
ローレンス・バース＝ベッキング (1946-1948)
- “Kebun Raya” と改称,  1949-

最初のインドネシア人学芸員  クスノト・スティオディウォルジョ  1949-
園長 クスノト・スティオディウォルジョ  1959
- "Lembaga Biologi Nasional”の一部   オット・スマルウォト（Otto Soemarwoto）  1964-
- “Puslitbang Biologi”の一部 スヒルマン（Suhirman）  1990-